# 시편 3편
시편 3편은 세 번째 시편이다. 라틴어로는 "Domine quid multiplicati sunt"라고 한다. 이 시편은 고통당하는 영혼의 기도에 응답하신 하나님께 대한 개인적인 감사이다. 이는 다윗에게 귀속되며 특히 그가 그의 아들 압살롬에게서 도망친 때와 관련이 있다.
시편은 유대교, 카톨릭, 루터교, 성공회 및 기타 개신교 전례의 정규 부분이다.

## 내용
1 여호와여 나의 대적이 어찌 그리 많은지요 일어나 나를 치는 자가 많으니이다
2 많은 사람이 나를 대적하여 말하기를 그는 하나님께 구원을 받지 못한다 하나이다 (셀라)
3 여호와여 주는 나의 방패시요 나의 영광이시요 나의 머리를 드시는 자이시니이다
4 내가 나의 목소리로 여호와께 부르짖으니 그의 성산에서 응답하시는도다 (셀라)
5 내가 누워 자고 깨었으니 여호와께서 나를 붙드심이로다
6 천만인이 나를 에워싸 진 친다 하여도 나는 두려워하지 아니하리이다
7 여호와여 일어나소서 나의 하나님이여 나를 구원하소서 주께서 나의 모든 원수의 뺨을 치시며 악인의 이를 꺾으셨나이다
8 구원은 여호와께 있사오니 주의 복을 주의 백성에게 내리소서 (셀라)

### 히브리어 버전
| 절 | 내용                                                            |
| -- | --------------------------------------------------------------- |
| 1  | .מִזְמוֹר לְדָוִד: בְּבָרְחוֹ, מִפְּנֵי אַבְשָׁלוֹם בְּנוֹ                             |
| 2  | .יְהוָה, מָה-רַבּוּ צָרָי; רַבִּים, קָמִים עָלָי                               |
| 3  | .רַבִּים, אֹמְרִים לְנַפְשִׁי: אֵין יְשׁוּעָתָה לּוֹ בֵאלֹהִים סֶלָה                    |
| 4  | .וְאַתָּה יְהוָה, מָגֵן בַּעֲדִי; כְּבוֹדִי, וּמֵרִים רֹאשִׁי                         |
| 5  | .קוֹלִי, אֶל-יְהוָה אֶקְרָא; וַיַּעֲנֵנִי מֵהַר קָדְשׁוֹ סֶלָה                        |
| 6  | .אֲנִי שָׁכַבְתִּי, וָאִישָׁנָה; הֱקִיצוֹתִי—כִּי יְהוָה יִסְמְכֵנִי                      |
| 7  | .לֹא-אִירָא, מֵרִבְבוֹת עָם—אֲשֶׁר סָבִיב, שָׁתוּ עָלָי                           |
| 8  | ;קוּמָה יְהוָה, הוֹשִׁיעֵנִי אֱלֹהַי—כִּי-הִכִּיתָ אֶת-כָּל-אֹיְבַי לֶחִי .שִׁנֵּי רְשָׁעִים שִׁבַּרְתָּ |
| 9  | .לַיהוָה הַיְשׁוּעָה; עַל-עַמְּךָ בִרְכָתֶךָ סֶּלָה                                 |

## 문맥
시편 3편은 원제 제목을 가진 최초의 시편으로 다윗의 삶에 위기가 닥쳤던 특정 시기에 관한 것이다. 다윗은 밧세바와 헷 사람 우리아에 대한 자신의 죄로 인해 징계를 받은 후 일련의 사건 때문에 압살롬을 피했다(사무엘하 11장). 그런 점에서 기도는 하나님의 형벌 가운데서도 하나님의 도우심을 바라보는 본보기이다. 그럼에도 불구하고 다윗은 "주의 복이 주의 백성에게 임하리이다"라고 기도한다.
저녁이 되고 아침이 되니(5절) 다윗이 잠자리에 들었다가 섭리에 의해 보호받고 깨어나는 모습이 보인다. 압살롬의 조언자 아히도벨은 다윗이 하나님께 "이를 꺾으라"고 간구하는 입으로 의인화되어 있으며, 기록에서 아히도벨의 조언은 좌절되고 아히도벨은 그의 죽음을 맞이한다. 시편 3편의 시작에서 다윗이 그의 아들을 피하는 것은 시편 2편의 끝에서 "아들"에게 피신하는 것과 정반대이다.
이것은 또한 2절, 4절, 8절 뒤에 나오는 셀라라는 단어 또는 지침이 있는 첫 번째 시편이기도 하다. 마지막 셀라는 아마도 시편 3편과 시편 4편이 어떻게든 함께 연결되어 있음을 나타낸다.
다윗은 젊었을 때 그의 아들 압살롬을 피해 도망친 것보다 사울을 피해 도망친 시간이 더 길었다. 다윗은 사울에게 쫓기는 상황에 대해 시편 후반부에 나오는 많은 시편을 썼다. 그러나 여기 시편의 시작 노래 중 하나가 있다. 이 노래는 자신의 아들에게서 도망친 고통스러운 경험에 관한 것이다.